# 不作为偏误
不作为偏误（英語：Omission bias），是指一個人在面對不作為和作为時傾向選擇前者。产生不作为偏误有多种原因，包括心理惯性、对交易成本的認知，以及認為若不作為和作為會造成同樣嚴重後果，作為比不作為更糟糕或不道德。